# Дуайт Йорк
Дуайт Йорк (на англ. Dwight Yorke) е бивш футболист от Тринидад и Тобаго. Счита се за най-добрия футболист на всички времена от Тринидад и Тобаго. Към 1 януари 2009 г. той е отбелязал впечатляващите 142 гола във Висшата лига.